# Enrique Nvo
Enrique Nvo Okenve (zm. 21 listopada 1959) – polityk i działacz niepodległościowy z Gwinei Równikowej.
Urodził się w Mikomeseng. Był nauczycielem, posiadał również własną plantację. Odegrał istotną rolę w rodzącym się ruchu niepodległościowym, między innymi jako jeden z przywódców Idea Popular de Guinea Ecuatorial (IPGE). Zmuszony do udania się na uchodźstwo, osiadł w Kamerunie. Był obiektem licznych gróźb i szykan ze strony kolonialnych władz hiszpańskich. Usiłował zwrócić uwagę społeczności międzynarodowej na sytuację w Gwinei Hiszpańskiej, także przez kontakt z Organizacją Narodów Zjednoczonych.
Przeciwny nadaniu Fernando Poo oraz Rio Muni statusu hiszpańskich prowincji zamorskich, zamierzał złożyć formalny protest w tej sprawie na forum ONZ. Został jednakże zamordowany, najprawdopodobniej przez ludzi na usługach gubernatora Ruiza Gonzáleza. Oficjalna wersja wszakże, rozpowszechniana przez Hiszpanów, głosiła, że utopił się w rzece.
Jego pamięć, już w niepodległej Gwinei Równikowej, została uhonorowana na różne sposoby. Jego imię nosi Colegio Nacional Enrique Nvó Okenve z kampusami w Bacie oraz w stołecznym Malabo. Po zamachu stanu z 1979 jego podobiznę umieszczono na banknocie o nominale 5000 ekwele. W 2006, na mocy dekretu prezydenckiego 100/2006, pośmiertnie otrzymał tytuł Męczennika Niepodległości, wspólnie z Acaciem Mañé Elą y Salvadorem Ndongiem Ekangiem.